# Golden Time
Golden Time (ゴールデンタイム Gōruden Taimu?, lit. Tiempo dorado) es una serie de novelas ligeras japonesas escritas por Yuyuko Takemiya e ilustradas por Ēji Komatsu. Fue publicada por ASCII Media Works bajo su sello Dengeki Bunko, y se compiló en 11 volúmenes que fueron publicados del 10 de septiembre de 2010 al 8 de marzo de 2014. Se realizó una adaptación al anime, estrenada para la temporada de otoño de 2013 el día 3 de octubre y finalizada el 27 de marzo de 2014.

## Argumento
Tada Banri es un joven universitario que acude a Tokio con el objetivo de formar una nueva vida, cortando cualquier lazo de su pasado. Este cambio se debe a un accidente que sufrió al día siguiente de su graduación de la preparatoria, accidente que le provocó una terrible amnesia. En el desarrollo de su nueva vida se encontrará con nuevos amigos de universidad, entre los que destacará Koko Kaga y su antigua amiga de preparatoria Rinda Hayashida. Lo que aún desconoce Banri es que su antiguo yo tratará de tomar el control, provocando que los nuevos recuerdos sean sustituidos por los antiguos durante varios lapsos en su día a día, creando así una lucha interna contra él mismo y su "yo del pasado".

## Personajes
Banri Tada (多田 万里 Tada Banri?)
Voz por: Makoto Furukawa
Estudiante de primer año en una universidad privada. En sus años de colegio era el mejor amigo de Rinda, enamorándose de ella. Después de la ceremonia de graduación del colegio cayó de un puente cercano, producto de este accidente sufre de amnesia, olvidando todo lo que le había pasado hasta entonces. Viniendo de Shizuoka a Tokio, él vive solo en un apartamento. Al llegar a Tokio conoció a una hermosa chica llamada Kaga de la cual está totalmente enamorado como se muestra en la mayoría de los capítulos. Debido a que había perdido el examen de entrada y un año de estudios, ahora es un universitario novato de 19 años.
Kouko Kaga (加賀 香子 Kaga Kōko?)
Voz por:Yui Horie
Estudiante de primer año de jurisprudencia, tiene 18 años de edad. Cuidadosa de su apariencia, trata de verse como una dama perfecta, aunque en realidad es una mujer desconfiada y acosadora. Conoció a Mitsuo en su primer año de escuela primaria, con quien hizo una promesa de casarse. Desde entonces ha hecho planes para que todo saliera perfecto con su futuro en común con Mitsuo. Siguiéndolo a la misma universidad, acosó a Mitsuo sin parar, conociendo a Banri en el camino, con el cual (después del rechazo definitivo de Mitsuo) establece una relación. Posteriormente rechaza los sentimientos de Banri, pero luego los acepta. Sospecha que Banri sigue teniendo sentimientos por Linda, como se puede apreciar en algunos capítulos, lo que la hace sentir molesta y triste. 
Mitsuo Yanagisawa (柳澤 光央 Yanagisawa Mitsuo?)
Voz por: Kaito Ishikawa
Estudiante de primer año de jurisprudencia. Después de la ceremonia de apertura, se pierde en el campus, encontrándose con Banri en la misma situación. Banri le llamó "Yanas-san (ヤナっさん?)". Desde los días de la escuela primaria, estudiaba entre una escuela y otra, tratando de escapar de Kouko. Finalmente logra entrar a una universidad privada en Tokio a escondidas de ella pero su plan falla. Vive sin recibir nada de apoyo económico de sus padres. Aunque al inicio de la serie le gusta Chinami Oka, pierde el interés después de ser rechazado por ella. A pesar de sus desgracias amorosas, en los capítulos finales se aprecia que ha desarrollado sentimientos por Linda y tal parece ella le corresponderá como se puede apreciar en el último capítulo de la serie. 
Linda Hayashida (林田 奈々 Hayashida Rinda?)
Voz por: Ai Kayano
Es una estudiante de segundo año. Ella era la mejor amiga de Banri antes de su accidente y son de la misma edad (19 años), al inicio de la serie. A pesar de que al inicio mantiene oculto el secreto de los recuerdos del pasado de ella y Banri por miedo, realmente ella si se enamoró de él incluso fue a corresponder sus sentimientos cuando se citan en el puente pero el accidente le quitó su oportunidad. Eventualmente sufre el hecho de que la persona que ama no le recuerda, y aunque se ve muchas veces que los choques que tiene con Banri se los guarda para sí, Linda le anima a intentar arreglar las cosas entre ambos. Su nombre verdadero es Hayashida Nana (林田 奈々). Su apodo Linda (りんだ) es una lectura alternativa de su apellido Hayashida (林田).
Nijigen-kun (二次元くん?)
Voz por: Takahiro Hikami
Su nombre verdadero es Takaya Satou. Participa forzadamente con Banri en las reuniones de los novatos del club de la "Ceremonia del Té". Se desespera con las mujeres reales, declarando que su vida son los personajes femeninos en 2D (de anime, manga y juegos). Desde entonces, ha sido su sueño encontrar la mujer perfecta, y cultivar sus amistades. Su apodo en el colegio era “Taka Satou”. A pesar de lo raro que puede ser a la hora de hacer algo por lo amistad y sus amigos no lo duda ni un momento como se puede apreciar en varios capítulos. 
Chinami Oka (岡 千波 Oka Chinami?)
Voz por: Ibuki Kido
Una estudiante de baja estatura, miembro del club de cine. Mitsuo se enamoró de ella confesándole sus sentimientos, sin embargo ella los rechazó pues él se declaró en medio de una fiesta. Posteriormente se enamora de él aunque ya es tarde para ella.
Nana
Voz por: Satomi Satō
Estudiante de tercer año. Líder de un grupo de rock, es de modales rudos. Es amiga de Linda y vecina de apartamento de Banri. A pesar de sus malos modales resulta ser de mucha ayuda en los conflictos amorosos que involucra a Banri, Linda y Koko. Linda revela que no es ese su verdadero nombre. Tiene una gran similitud a "Nana Osaki", una de las protagonistas del manga NANA.
El Espíritu de Banri (万里の霊魂 Banri no Reikon?)
Es el espíritu de Banri. Posee sus memorias anteriores a su accidente. Sin que nadie le note, ha seguido a Banri y ha estado mirando todo lo que ocurre a su alrededor. Es una figura importante en los recuerdos de Banri pero a la misma vez representa un problema, ya que le causa confusión a sus sentimientos y sobre todo conflictos entre los antiguos recuerdos y los nuevos recuerdos.

## Producción
Golden Time es la tercera serie de Yuyuko Takemiya, después de Watashitachi no Tamura-kun y Toradora!. Las tres obras fueron publicados por Dengeki Bunko. A diferencia de sus obras anteriores, Golden Time incluye una trama sobrenatural por mostrar la perspectiva del espíritu de Banri Tada.

## Media

### Volúmenes
- Golden Time 1: Un desmayo en primavera (ゴールデンタイム1 春にしてブラックアウト Gōruden Taimu 1: Haru ni Shite Burakkuauto?) ISBN 978-4-04-868878-9 (10 de septiembre de 2010)
- Golden Time 2: ¡La respuesta es SI! (ゴールデンタイム2 答はYES! Gōruden Taimu 2: Kotae wa YES!?) ISBN 978-4-04-870381-9 (10 de marzo de 2011)
- Golden Time 3: Mascarada (ゴールデンタイム3 仮面舞踏会 Gōruden Taimu 3: Kamen Butoukai?) ISBN 978-4-04-870735-0 (10 de agosto de 2011)
- Golden Time 4: No mires atrás (ゴールデンタイム4 裏腹なる Don't Look Back Gōruden Taimu 4: Urahara Naru?) ISBN 978-4-04-886546-3 (10 de marzo de 2012)
- Golden Time Spinoff: Especial de Nijigen-kun (ゴールデンタイム外伝:二次元くんスペシャル Gōruden Taimu Gaiden: Nijigen-kun supesharu?) ISBN 978-4-04-886631-6 (10 de junio de 2012)
- Golden Time 5: El Espíritu del Verano, Verano Japones (ゴールデンタイム5 ONRYOUの夏　日本の夏 Gōruden Taimu 5: ONRYOU no Natsu, Nihon no Natsu?) ISBN 978-4-04-886897-6 (10 de septiembre de 2012)
- Golden Time Extra: Cien años después de ese verano, seguimos riendo (ゴールデンタイム番外 百年後の夏もあたしたちは笑ってる Golden Time Bangai: Hyakunen-go no Natsu mo Atashitachi wa Waratteru?) ISBN 978-4-04-891324-9 (10 de enero de 2013)
- Golden Time 6: A los recuerdos de otras vidas (ゴールデンタイム6 この世のほかの思い出に Golden Time 6: Kono Yo no Hoka no Omoide ni?) ISBN 978-4-04-891557-1 (10 de abril de 2013)
- Golden Time Biografías: ÁFRICA (ゴールデンタイム列伝 AFRICA Gōrudentaimu retsuden AFRICA?) ISBN 978-4-04-891858-9 (10 de agosto de 2013)

### Anime
Adaptación para la televisión con un total de 24 capítulos, producido por Genco y J.C.Staff, se estrenó el 3 de octubre de 2013 finalizando con el episodio 24 el 27 de marzo de 2014 en la estación de radiodifusión MBS.
La serie adaptada al anime fue dirigida por Chiaki Kon con guiones de Fumihiko Shimo y diseño de personajes por Shinya Hasegawa. La música de la serie anime fue compuesta por Yukari Hashimoto.
En los primeros 12 episodios, el tema de inicio es "Golden Time" y el tema de cierre es "Sweet & Sweet Cherry". A partir del episodio 13, el tema de inicio es "The World's End" y el tema de cierre es "Han'eikyūteki ni Aishite yo" (半永久的に愛してよ?  "Ámame Temporalmente"); los cuatro temas con la voz de Yui Horie.
La serie se publica en ocho volúmenes recopilatorios de BD/DVD entre el 25 de diciembre de 2013 y el 23 de julio de 2014. El anime ha sido licenciado por Sentai Filmworks para los lanzamientos por streaming y descarga por Internet para 2014.
- 1. Primavera
- 2. Chica solitaria
- 3. Escape nocturno
- 4. Apagón
- 5. Cuerpo y alma
- 6. Si o no
- 7. Mascarada
- 8. Reiniciar
- 9. Juntos otra vez
- 10. En el espejo
- 11. Fiesta problemática
- 12. No mires atrás
- 13. El verano ha llegado
- 14. Charla de chicas
- 15. Accidente en la playa
- 16. Llamada de atención
- 17. Volviendo al ayer
- 18. Mi ciudad natal
- 19. Noche en París
- 20. Su abismo
- 21. Regresaré
- 22. Paraíso perdido
- 23. Última sonrisa
- 24. Golden Time

### Novela visual
Una novela visual producida por Kadokawa Games titulada "Golden Time: Vivid Memories" (español: "Golden Time: Recuerdos Vivos") fue lanzado para plataforma PlayStation Vita el 27 de marzo de 2014.